# Villa Collemandina
Villa Collemandina est une commune italienne de la province de Lucques, dans la région Toscane.

## Histoire
Le nom de Villa Collemandina viendrait de Villa Colimundinga ou Villa Cunimundingola, nommé ainsi en tant qu'un des fiefs de la noble famille des Cunimondinghi.

## Administration
| Période                                  | Période | Identité | Étiquette | Qualité |
| ---------------------------------------- | ------- | -------- | --------- | ------- |
|                                          |         |          |           |         |
| Les données manquantes sont à compléter. |         |          |           |         |

### Communes limitrophes
Castiglione di Garfagnana, Pieve Fosciana, San Romano in Garfagnana, Sillano, Villa Minozzo